# 塔依尔别克
塔依尔别克（19世纪？—20世纪1944年前），男，维吾尔族，新疆鄯善县鲁克沁人，中华民国新疆省教育家、政治人物。

## 生平
1912年，马合苏提·穆依提等人派迪化学堂毕业生塔依尔别克等3人到南京面见中华民国临时大总统孙中山，请求政府打破清真寺对新疆教育的控制，孙中山答应政府将出面解决这一问题。
1915年，吐鲁番阿斯塔那人马合苏提·穆依提聘请喀山鞑靼人艾达·艾拉尼，出资在家乡创办第一所“扎吉德”学校——“马赫穆迪亚”学校。1917年俄国十月革命后，马合苏提·穆依提再度到俄国经商时，邀请夏依·谢日夫等6位鞑靼知识分子到吐鲁番任教。随后鄯善县鲁克沁的塔依尔别克在自家大院内建起教室，创办“塔依尔亚”学校，聘鞑靼人教师夏依·谢日夫任教，夏依·谢日夫来到鄯善任教数月后，便遭杨增新政府逮捕并秘密杀害。
1922年8月，包尔汉同塔依尔别克（鲁克沁人）、克里木琼哈吉（又译“克里木汗”，喀什人）、阿尤甫（拜城人）等好友组织了一个支持樊耀南的秘密小组，包尔汉被推为小组长，该小组主要在新疆少数民族中宣传樊耀南的主张并拥护樊耀南主政新疆，认为在新疆必须团结各族人民反对民族压迫、反对官僚政治、清除腐败、发展文化和教育、整理财政。后来马合苏提·穆依提（吐鲁番人）、郁尼斯别克（郁文彬）、沙里福汗（阿山哈萨克族人）以及包尔汉的妹夫海达尔等人也参加了该小组。小组的最初阶段，塔依尔别克曾主张在新疆开展“独立”运动。1925年经包尔汉劝说，塔依尔别克放弃了“独立”的想法，包尔汉当时强调如果新疆脱离中国酒会被英国吞食，小组成员特别是克里木琼哈吉赞同了包尔汉的看法。该小组常在包尔汉家开会，后来塔依尔别克被小组派到喀什工作和学习，一年多后塔依尔别克回来，对包尔汉说：“亲爱的朋友，这一次喀什之行彻底改变我的主张了，我们确实不能‘独立’，帝国主义的口是进不得的呀！”1929年包尔汉出国后，小组由海达尔负责。在包尔汉出国前，塔依尔别克、马合苏提·穆依提已经以从事贸易的名义去苏联。他们和包尔汉后曾在苏联莫斯科会面，当时他们都已读过马列主义有关民族问题的著作，一起讨论了如何解决新疆民族问题、建设问题、反对黑暗统治问题。:122、140-141
1933年，马合苏提·穆依提阵亡，塔依尔别克同包尔汉失联。:147-148同年，和加尼牙孜在马仲英兵败奇台后，就率部到南疆。当时和加尼牙孜左右有不少泛突厥主义者，其中最有声势的是麻木提，他同沙比提大毛拉的企图是一致的，但另有一些人如塔依尔别克主张和加尼牙孜与盛世才政府合作。哈密事变从蒙古人民共和国来到和加尼牙孜身边的依斯马依伊玛目、格兹尔尼牙孜伊玛目也支持和加尼牙孜依附盛世才政府。:226-227经过喀什事变，即沙比提大毛拉等人策划组织的东突伊斯兰共和国之后，追随和加尼牙孜的塔依尔别克致信在阿山的包尔汉，认为包尔汉早先提出的反对新疆脱离中国的主张是正确的，但表示和加尼牙孜处在泛突厥主义者包围下，很难做和加尼牙孜的思想工作，希望包尔汉早些回省城迪化。1934年夏，包尔汉从阿山经塔城回到省城迪化。:232-233
1935年，盛世才举办第二次新疆民众代表大会。大会快结束时，决定成立“新疆民族联合会”，任务是处理民族间的问题，塔依尔别克被推选为委员长，满楚克札布为副委员长，包尔汉等人任委员。不久任命郑义钧为秘书长。因为塔依尔别克经常生病，所以委员长职务由包尔汉代理。:242、264
1938年2月28日，方未艾被盛世才炮制“阴谋暴动案”逮捕，3月底被转押至迪化的第二监狱。方未艾和周春晖被关进正房第25号监号。该监号内已有6个人，方未艾认识的有新疆省财政厅厅长陈德立、民政厅厅长蓝彦寿、新疆民族联合会委员长塔依尔别克、公路段段长庞振东、财政监察委员李序东（东北人）。另有两个外国人，后来方未艾才知道一个是自苏联逃到新疆的德国人马克，一个是自苏联监狱逃到新疆的美国人彼得。方未艾知道陈德立和塔依尔别克都是包尔汉的好友，所以向他们打听包尔汉的情况，他们称包尔汉已离开新疆裕新土产公司，1937年到苏联某地当中国领事馆领事，也有可能已被盛世才逮捕。他们知道方未艾和周春晖都是盛世才的同乡，所以不敢对方未艾、周春晖谈盛世才如何制造“阴谋暴动案”和自己如何被捕。
1944年包尔汉出狱后获悉，塔依尔别克已在狱中死亡。:274-275